# Rotrou IV. (Perche)
Rotrou IV. († 27. Juli 1191 vor Akkon) war Graf von Le Perche.
Seine Eltern waren Graf Rotrou III. der Große und Hawise von Salisbury.
Nach dem Tod seines Vaters 1144 übernahm während Rotrous Unmündigkeit der zweite Ehemann seiner Mutter, Graf Robert I. von Dreux, die Regentschaft in der Grafschaft Le Perche. Mit der Unterstützung seines Stiefvaters führte Rotrou eine Fehde gegen seinen Nachbarn, Graf Wilhelm III. Talvas von Alençon, was zu gegenseitigen Verwüstungen ihrer Ländereien führte. 1172 unterstützte er den jüngeren Heinrich gegen Heinrich II. Plantagenet und 1183 gegen Richard Löwenherz. Dadurch verlor er aber die Burgen von Moulins-la-Marche und Bonsmoulins an Heinrich II. Plantagenet.
Zusammen mit seinem ältesten Sohn schloss er sich König Philipp II. von Frankreich zum Dritten Kreuzzug an, auf dem er bei der Belagerung von Akkon starb.

## Ehe und Nachkommen
Rotrou war verheiratet mit Mathilde von Blois († 1184), einer Tochter des Grafen Theobald II. von Champagne. Ihre Kinder waren unter anderem:
- Gottfried III. († 1202), Graf von Perche
- Stephan († 14. April 1205 in Adrianopel), Titularherzog von Philadelphia
- Rotrou († 10. Dezember 1201), Bischof von Châlons
- Wilhelm († 18. Februar 1226), Bischof von Châlons, Graf von Perche

## Weblink
- Die Grafen von Le Perche (franz.)

| Vorgänger   | Amt                          | Nachfolger     |
| ----------- | ---------------------------- | -------------- |
| Rotrou III. | Graf von Le Perche 1144–1191 | Gottfried III. |

| Personendaten    | Personendaten      |
| ---------------- | ------------------ |
| NAME             | Rotrou IV.         |
| KURZBESCHREIBUNG | Graf von Le Perche |
| GEBURTSDATUM     | 12. Jahrhundert    |
| STERBEDATUM      | 27. Juli 1191      |
| STERBEORT        | Akkon              |